# Strahinja Pavlović
Strahinja Pavlovic (serbisk: Страхиња Павловић ; født 24. maj 2001) er en serbisk professionel fodboldspiller, som spiller for A.C. Milan og Serbiens landshold.